# Flughafen Brive

i7
i11
i13
Der ehemalige Flughafen Brive (frz. Aérodrome de Brive Laroche, ICAO-Code: LFBV) liegt rund fünf Kilometer westlich der französischen Kommune Brive-la-Gaillarde im Departement Corrèze. Er ist seit 2011 geschlossen und die Flüge wurden auf den neugebauten Flughafen Brive–Souillac im Süden der Stadt verlegt.

## Technik am Flughafen
Es ist kein ILS vorhanden. PAPI steht zur Verfügung.